# Jakobínarína
Jakobínarína est un groupe islandais de garage rock, originaire de Hafnarfjörður.

## Histoire
Jakobinarina est formé à Hafnarfjörður, près de Reykjavik, par Ágúst Fannar Ásgeirsson, Björgvin Ingi Pétursson, Gunnar Bergmann, Hallberg Dadi Hallbergsson, Heimir Gestur Valdimarsson et Sigurdur Möller Sívertsen en 2004 alors qu'ils étaient à l'école et ont attiré l'attention et le succès après avoir remporté le Músíktilraunir en 2005,. En 2006, ils se produisent au festival South by Southwest et sortent leur premier EP His Lyrics are Disastrous au label Rough Trade. Ils tournent en Grande-Bretagne et en 2007, ils signent chez Parlophone, et sortent leur premier album The First Crusade,. 
À l'automne 2007, ils tournent en Europe et aux États-Unis, mais en février suivant, le groupe se sépare,. Ils donnent leur dernier concert le 8 mars 2008,.

## Membres
- Gunnar Bergmann Ragnarsson – chant
- Hallberg Daði Hallbergsson — guitare, chœurs
- Heimir Gestur Valdimarsson — guitare
- Ágúst Fannar Ásgeirsson — claviers
- Björgvin Ingi Pétursson — basse
- Sigurður Möller Sívertsen — batterie

## Discographie

### Albums studio
- 2007 : The First Crusade

### Singles
- 2006 : His Lyrics are Disastrous
- 2007 : Jesus
- 2007 : This is an Advertisement
- 2007 : His Lyrics are Disastrous